# Ян Магнусен
Ян Магнусен (на датски Jan Magnussen) е датски автомобилен състезател, пилот от Формула 1. Има 25 старта в шампионата и една спечелена точка с екипите на Макларън и Стюарт.